# ラテンアメリカ文学叢書
「ラテンアメリカ文学叢書」（ラテンアメリカぶんがくそうしょ）は、国書刊行会より1977年から1980年にかけて刊行されたラテンアメリカ文学の叢書。
B6判、全15巻。

## 刊行一覧
1. 『ブストス=ドメックのクロニクル』（J.L.ボルヘス,A.ビオイ=カサーレス、斎藤博士訳） 1977.6
2. 『時との戦い』（A.カルペンティエール、鼓直訳） 1977.7
3. 『平和のときも戦いのときも』（G.カブレラ=インファンテ、吉田秀太郎訳） 1977.8
4. 『グアテマラ伝説集』（M.A.アストゥリアス、牛島信明訳） 1977.9
5. 『遊戯の終り』（J.コルタサル、木村栄一訳） 1977.10
6. 『トンネル』（E.サバト、高見英一訳） 1977.12
7. 『小犬たち・ボスたち』（M.バルガス=リョサ、鈴木恵子,野谷文昭訳） 1978.3
8. 『聖域』（C.フエンテス、木村栄一訳） 1978.4
9. 『エバリスト・カリエゴ』（J.L.ボルヘス、岸本静江訳） 1978.11
10. 『歌手たちはどこから』（S.サルドゥイ、木村栄一訳） 1979.1
11. 『ママ・グランデの葬儀』（G.ガルシア=マルケス、桑名一博,安藤哲行訳） 1979.4
12. 『弓と竪琴』（O.パス、牛島信明訳） 1980.8
13. 『ボルヘスを読む』（篠田一士,澁澤龍彦,土岐恒二],金石稔,寺山修司,田中小実昌,柳瀬尚紀,牛島信明,鼓直,中井英夫,斎藤博士,吉増剛造,桑原喜一,金井美恵子,辻邦生共著） 1980.5
14. 『ラテンアメリカ文学を読む』（辻邦生,鼓直,筒井康隆,山野浩一,天澤退二郎,増田義郎,牛島信明,吉田秀太郎,中村真一郎,木村栄一,富山太佳夫,桑名一博,山口昌男,内田吉彦,清水憲男,鈴木恵子共著） 1980.5
15. 『リタ・ヘイワースの背信』（M.プイグ、内田吉彦訳） 1990.3